# Egaenus zichyi
Egaenus zichyi is een hooiwagen uit de familie echte hooiwagens (Phalangiidae).